# Klassifizierung der Sterne
Dieser Artikel behandelt die Klassifizierung von Sternen in der Astronomie, dazu werden im Folgenden verschiedene Klassifizierungen kurz aufgeführt und gegebenenfalls im Detail behandelt.

## Einleitung
Die Klassifizierung von Sternen ist ein wichtiger Bestandteil der Astronomie. Dank verbesserter Technik können Sterne in immer genauer definierte Kategorien eingeteilt werden. In der modernen Astronomie spielen zwei Eigenschaften von Sternen eine entscheidende Rolle: dies sind einerseits die absolute Helligkeit resp. Leuchtkraft eines Sterns, andererseits das Farbspektrum, welches im Wesentlichen abhängig von der Oberflächentemperatur des Sterns ist. Oftmals wird das Farbspektrum des Sterns als Spektralklasse kategorisiert.

### Messbare Eigenschaften

#### Helligkeitsmessung
Die Helligkeit eines Sterns wird üblicherweise als scheinbare Helligkeit in einem definierten Wellenlängenbereich gemessen. Weit verbreitet ist dabei das visuelle V-Band, welches in etwa dem menschlichen Helligkeitsempfinden entspricht. Bestimmt man die scheinbare Helligkeit innerhalb mehrerer Filterbänder und kalibriert die Werte gegeneinander, so spricht man von einem photometrischen System. Durch Vergleich dieser kalibrierten Werte lassen sich die sogenannten Farbindizes ermitteln. Wenn zusätzlich die Entfernung bestimmt werden kann, zum Beispiel mittels der Methode der Parallaxe, so kann durch Kombination mit der gemessenen scheinbaren Helligkeit die absolute Helligkeit eines Sterns im entsprechenden Filterband ermittelt werden.

#### Farbspektrum des Sterns, respektive Spektralklasse
Das Farbspektrum eines Sternes zeigt vielerlei Spektrallinien. Diese können gemessen werden, indem man das Sternenlicht spektroskopiert. Die Verteilung dieser Spektrallinien hängt im Wesentlichen von der Oberflächentemperatur des Sterns ab, wird aber auch erheblich von seiner chemischen Zusammensetzung beeinflusst. Die Metallizität gibt hierbei die Verunreinigung des Sterns mit Elementen an, die nicht Wasserstoff oder Helium sind.

### Interpretation
Eine wichtige Klassifikation ist die sogenannte MK- respektive Yerkes-Klassifikation bestehend aus Spektralklasse und Leuchtkraftklasse. Die Spektralklasse lässt sich anhand der Spektrallinien nachweisen. Das Konzept der Spektralklasse bildet einen wichtigen Pfeiler bei der Kategorisierung von Sternen, ist aber für sich alleine nicht aussagekräftig, da äußerst unterschiedliche Sterne in dieselbe Spektralklasse fallen können. Mit der absoluten Helligkeit bekommt man eine zweite grundlegende Eigenschaft, um Sterne einzuteilen. Diese ist jedoch deutlich schwieriger zu messen, was vor allem auf die schwierig zu bestimmende Entfernung zurückzuführen ist. Eine Möglichkeit zur Lösung dieses Problems ist, die absolute Helligkeit respektive die Leuchtkraft ebenfalls indirekt aus dem Sternspektrum abzuleiten. Dies ist die sogenannte Leuchtkraftklasse des MK-Systems. Physikalisch betrachtet hängt die Spektralklasse von der Oberflächentemperatur des Sterns ab, während die Leuchtkraftklasse von der Oberflächengravitation des Sterns abhängt.

#### Bedeutung für eine Aussage über die Sterneigenschaften
Die absolute Helligkeit eines Sterns hängt zu einem entscheidenden Teil von seiner Masse sowie seinem Entwicklungszustand ab. Üblicherweise werden Sterne mit fortlaufendem Alter immer heller. Die Leuchtkraftklasse eines Sterns ist durch Eigenschaften bestimmt, die von seiner Leuchtkraft abhängen; dies sind insbesondere die Breite und die Stärke (Höhe) der Spektrallinien. So haben Riesensterne eine geringere Schwerebeschleunigung in ihrer Photosphäre als Zwergsterne gleicher Temperatur, was eine geringere Druckverbreiterung der Linien bewirkt, wogegen die Spektralklasse Eigenschaften berücksichtigt, die primär von seiner Oberflächentemperatur abhängen.

### Darstellung der Eigenschaften

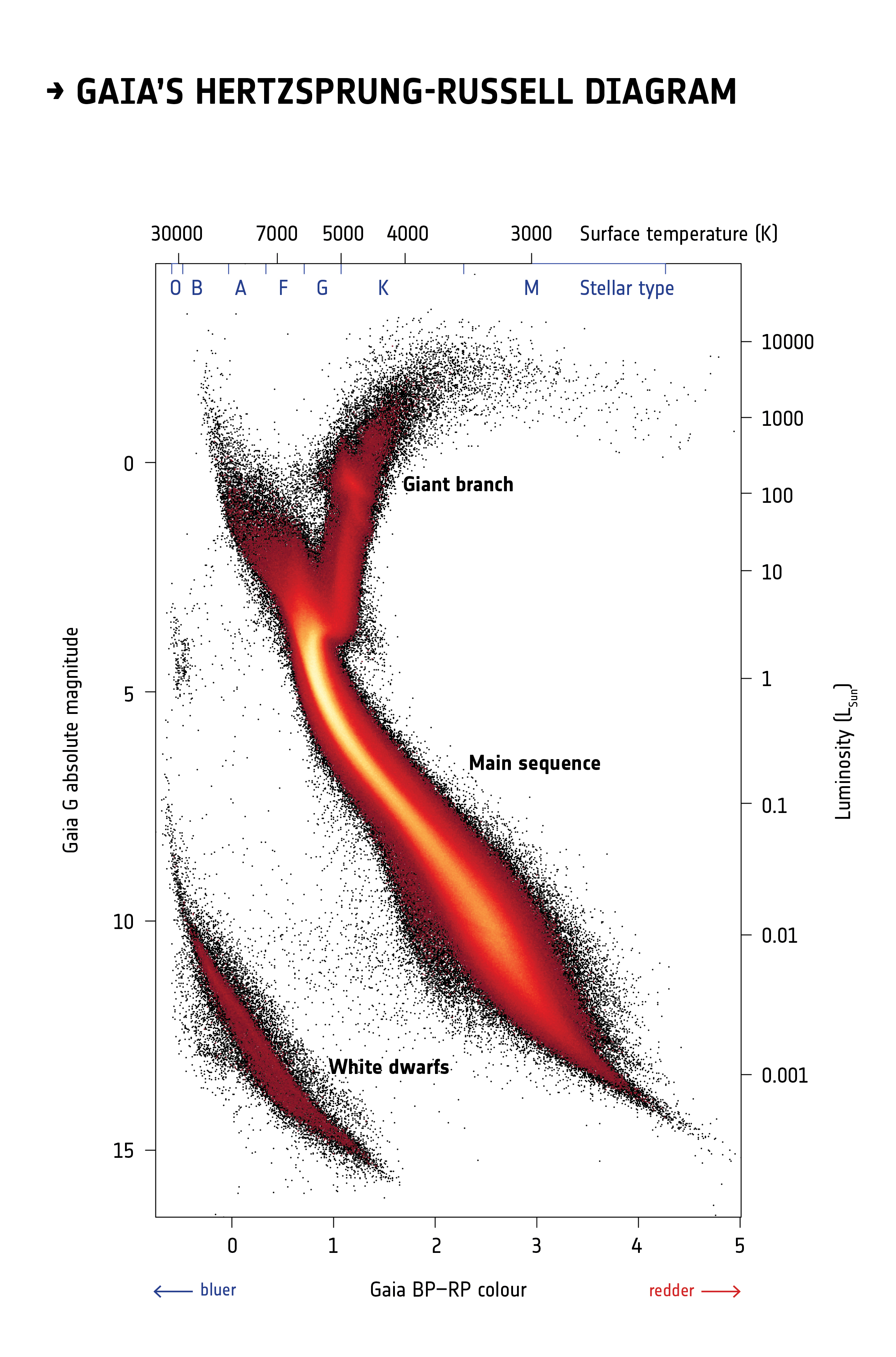
Darstellung aller Sterne des Gaia-DR2-Katalogs in einem Farben-Helligkeitsdiagramm. Das dicke diagonale Band entspricht der Hauptreihe, während das schmale Band unten links aus Weißen Zwergen gebildet wird.

Die Werte für Spektralklasse und absolute Helligkeit werden im Hertzsprung-Russell-Diagramm dargestellt. Dort erkennt man die sogenannte Hauptreihe, ein Band von Sternen mit definierter Spektralklasse und korrespondierender absoluter Helligkeit. Die Hauptreihe existiert, weil Sterne sich im Verlauf ihrer Entwicklung am längsten im Stadium des stabilen Wasserstoffbrennens befinden. Während dieser Phase ändern die Spektralklasse sowie auch die absolute Helligkeit nur wenig. Die Position eines Sterns innerhalb der Hauptreihe hängt hauptsächlich von seiner Ausgangsmasse (ZAMS) ab. Erst wenn das stabile Wasserstoffbrennen endet, beginnt bei massereicheren Sternen die Bewegung weg von der Hauptreihe auf den sogenannten Riesenast.
Es existieren verschiedene alternative Darstellungsmöglichkeiten, um die Eigenschaften der Sterne zu visualisieren. Eine davon ist das Farben-Helligkeits-Diagramm, wobei Farbindizes anstelle der Spektralklasse dargestellt werden. Die bekanntesten Populationen wie Hauptreihe und Riesenäste sind auch in diesen Darstellungen erkennbar. Dank moderner Durchmusterungsprogramme wie zum Beispiel der Raumsonde Gaia, konnten diese Eigenschaften mittlerweile für Milliarden von Sternen ermittelt werden und erlauben so eine systematische Analyse der Verteilung der Sterne in einem solchen Diagramm. Dies ermöglicht unter anderem detailliertere Rückschlüsse auf den Prozess der Sternentwicklung.

### Weitere Eigenschaften
Einige weitere Eigenschaften führen in Kombination zu einer Vielzahl von beschriebenen Phänomenen und Sternklassen. Viele dieser Eigenschaften sind beliebig kombinierbar und führen daher meist nicht direkt zu einer Aussage über das untersuchte Sternsystem, sondern wie bereits erwähnt erst in der Summe der Eigenschaften. Da nicht alle Phasen der Sternentwicklung vollständig verstanden sind, stehen diese zum Teil in einem unklaren Verhältnis zueinander. Dies, da viele Kategorien entweder phänomenologisch und/oder theoretisch begründet sind und sich somit kein einheitliches Bild ergibt. Einige Beispiele für diese weiteren Eigenschaften:
| Art                                 | Einfluss |
| ----------------------------------- | --- |
| Doppelstern                         | Doppelsternsysteme können aufgrund von Wechselwirkungen mit dem Partner eine wesentlich abweichende Zusammensetzung und Entwicklung haben. Außerdem können sie zusammen beobachtbare Phänomene erzeugen, die nach ihrer Art kategorisiert werden können. |
| Riesenstern                         | Im Verlauf des Alterungsprozesses durchlaufen Riesensterne mehrere Phasen – teilweise in einer sehr kurzen Zeitspanne. Diese haben erheblichen Einfluss auf die gemessenen Eigenschaften. Während einige Phasen gut verstanden sind, werden andere bisher nur phänomenologisch beobachtet mit mehreren theoretischen Erklärungen als mögliche Ursache.               |
| Pekuliäre Sterne                    | Pekuliäre Sterne haben eine abweichende chemische Zusammensetzung. Dies kann vielfältige Ursachen haben. |
| Veränderliche Sterne                | Einige Sterne zeigen Variabilität in ihren Lichtkurven. Dies kann verschiedenste Ursachen haben und wird entsprechend auch in eine Vielzahl von Kategorien eingeteilt. Das Verständnis einiger Phänomene der Variabilität hat erheblich beigetragen zum besseren Verständnis der Sternentwicklung sowie zum besseren Verständnis der Prozesse im Weltraum allgemein. |
| Neutronensterne und Schwarze Löcher | Neutronensterne und Schwarze Löcher sind im sichtbaren Licht nicht nachzuweisen. Neutronensterne können jedoch als Pulsare im elektromagnetischen Spektrum nachgewiesen werden. Durch Wechselwirkung untereinander oder mit anderen Sternen können sie eine Vielzahl an Phänomenen erzeugen, die auch im sichtbaren Licht nachweisbar sind.                          |

## MK- respektive Yerkes-Klassifikation
Die MK-Klassifikation – nach den Anfangsbuchstaben der Nachnamen von William Wilson Morgan und Philip C. Keenan, die das System zuerst entwickelten – auch Yerkes-Klassifikation – nach dem Yerkes-Observatorium, an dem beide arbeiteten – und als MKK-System bezeichnet, wurde 1943 von William Wilson Morgan, Phillip C. Keenan und Edith Kellman eingeführt.
Dabei handelt es sich um ein zweiteiliges Klassifikationsschema, welches sich aus Spektraltypen und der Leuchtkraftklassen zusammensetzt, wobei die Leuchtkraftklasse eng mit der absoluten Helligkeit verknüpft ist. Die beiden Teile, vor allem die Spektraltypen, können auch einzeln zur Klassifikation von Sternen eingesetzt werden.

### Spektraltypen durch Spektren
Die Spektralklassen repräsentieren verschiedene Bereiche von Oberflächentemperaturen. Die Klassifikation erfolgt aufgrund von Spektrallinien (Absorptions- und Emissionslinien) in den Spektren der Sterne. Das Vorhandensein von Spektrallinien hängt direkt mit der Oberflächentemperatur eines Sterns zusammen, da je nach Temperaturen verschiedene Elemente ionisiert werden können.
Es hat sich eingebürgert, die Spektralklassen O bis A als frühe Spektralklassen, F bis G als mittlere Spektralklassen und die übrigen als späte Spektralklassen zu bezeichnen. Die Bezeichnungen früh, mittel und spät entstammen der inzwischen überholten Annahme, die Spektralklasse sage etwas über den Entwicklungsstand eines Sterns aus. Trotz dieser irrtümlichen Einteilung sind diese Bezeichnungen noch heute in Gebrauch, und ein Stern gilt als früher oder später, wenn seine Spektralklasse im Vergleich zu der eines anderen näher an der Klasse O oder an der Klasse M liegt.
Um die Sterne genauer klassifizieren zu können, werden die Spektren weiterhin in den einzelnen Klassen von 0 bis 9 abgestuft (M0 ist also heißer als M9). Mit zunehmend besseren Instrumenten konnte im Laufe der Zeit feiner unterschieden werden, so dass Zwischenklassen definiert wurden, zum Beispiel gibt es zwischen B0 und B1 mittlerweile sogar drei zusätzliche Klassen, die B0.2, B0.5, und B0.7 genannt werden.
Die Spektralklassen mit ihren sieben Grundtypen (O, B, A, F, G, K, M) machen rund 99 % aller Sterne aus, weshalb die anderen Klassen oft vernachlässigt werden.
| Klasse | Charakteristik                                    | Farbe                  | Temperatur in K | typ. Masse für Hauptreihe (M☉) | Beispielsterne                                        |
| ------ | ------------------------------------------------- | ---------------------- | --------------- | ------------------------------ | ----------------------------------------------------- |
| O      | ionisiertes Helium (He II)                        | blau                   | 30000–50000     | >18                            | Mintaka (δ Ori), Naos (ζ Pup)                         |
| B      | neutrales Helium (He I), Balmer-Serie Wasserstoff | blau-weiß              | 10000–30000     | 05                             | Rigel, Spica, Achernar                                |
| A      | Wasserstoff, Calcium (Ca II)                      | weiß (leicht bläulich) | 07500–10000     | 01,9                           | Wega, Sirius, Altair                                  |
| F      | Calcium (Ca II), Auftreten von Metallen           | weiß-gelb              | 06000–07500     | 01,4                           | Prokyon, Canopus, Polarstern                          |
| G      | Calcium (Ca II), Eisen und andere Metalle         | gelb                   | 05300–06000     | 01,0                           | Tau Ceti, Sonne, Alpha Centauri A                     |
| K      | starke Metalllinien, später Titan(IV)-oxid        | orange                 | 03900–05300     | 00,7                           | Arcturus, Aldebaran, Epsilon Eridani, Albireo A       |
| M      | Titanoxid                                         | rot-orange             | 02300–03900     | 00,3                           | Beteigeuze, Antares, Kapteyns Stern, Proxima Centauri |

#### Spektralklassen außerhalb der Standardsequenzen
Einige Objekte lassen sich nicht in die sieben Standardsequenzen einteilen und werden dennoch mit einer Spektralklasse versehen. Das sind die Folgenden:
- Kohlenstoffsterne mit den Klassen C, S (Klassen R und N werden heute üblicherweise als C-R resp. C-N dargestellt)
- Wolf-Rayet-Sterne mit den Klassen W (WN, WC, WO)
- Novae mit der Klasse Q
- Braune Zwerge mit den Klassen L, T, Y: Braune Zwerge sind keine Sterne im eigentlichen Sinn, da bei ihnen kein Wasserstoffbrennen stattfindet. Es gibt wenige Rote Zwerge mit Spektralklasse L (z. B. 2MASS J0523-1403).
- Weiße Zwerge mit den Klassen D (DA, DB, DC, DO, DZ, DQ, DX etc.)
- Planetarische Nebel mit der Klasse Pv: Bei planetarischen Nebeln handelt es sich um ausgebrannte Sterne, und im Innern befindet sich ein Weißer Zwerg.

### Leuchtkraftklassen (Entwicklungszustand)
Die Leuchtkraftklasse eines Sterns ist durch Eigenschaften bestimmt, die von seiner Leuchtkraft abhängen; dies sind insbesondere die Breite und die Stärke (Höhe) der Spektrallinien. So haben Riesensterne eine geringere Schwerebeschleunigung in ihrer Photosphäre als Zwergsterne gleicher Temperatur, was eine geringere Druckverbreiterung der Linien bewirkt, wogegen die Spektralklasse Eigenschaften berücksichtigt, die primär von seiner Oberflächentemperatur abhängen.
Da die Leuchtkraft eines Sternes in physikalischen Einheiten von seiner Masse, der Größe seiner Oberfläche und seiner Effektivtemperatur abhängt, lässt sich allein mit dem Wert der Leuchtkraft noch keine Aussage über die Leuchtkraftklasse machen; so kann z. B. ein Stern mit der ca. 100-fachen Leuchtkraft der Sonne ein Hauptreihenstern, ein Unterriese oder ein Riese sein. Zur Ermittlung der Leuchtkraftklasse benötigt man zusätzlich die Angabe der Spektralklasse. Ist diese z. B. M0, so wäre ein Stern mit hundertfacher Sonnenleuchtkraft ein Roter Riese, die vollständige Klassifizierung im MK-System (s. u.) würde M0III lauten.
| Leuchtkraftklasse   | Sterntyp                                                 |
| ------------------- | -------------------------------------------------------- |
| 0                   | Hyperriese                                               |
| I                   | Überriese                                                |
| Ia-0, Ia, Iab, Ib   | Unterteilung der Überriesen nach abnehmender Leuchtkraft |
| II                  | heller Riese                                             |
| III                 | „normaler“ Riese                                         |
| IV                  | Unterriese                                               |
| V                   | Zwerg (Hauptreihenstern)                                 |
| VI oder sd (präfix) | Unterzwerg                                               |
| VII oder D (präfix) | Weißer Zwerg                                             |

Die Leuchtkraftklasse gibt den Entwicklungsstand eines Sternes an, von denen ein Stern in seinem Leben mehrere durchläuft.
Wenn der „Geburtsvorgang“ eines Sternes abgeschlossen ist, ist er in der Regel ein Hauptreihenstern (V). Sollte seine chemische Zusammensetzung stark von der der anderen Sterne abweichen, und zwar derart, dass in seiner Atmosphäre wesentlich weniger Metalle enthalten sind, kann dieser Stern auch als Unterzwerg (VI) klassifiziert werden. Bei den heißen Sternen, mit den Spektralklassen O und B, hat die Hauptreihe sogar eine größere Dicke und umfasst dort auch die Leuchtkraftklassen IV und III. Dies hängt damit zusammen, dass die dortigen massereichen Sterne eine nicht-konvektive äußere Hülle haben, sodass die Metallizität über die Opazität einen größeren Einfluss auf den Energietransport hat.

### Präfixe- und Suffixe
Bei Abweichungen vom definierten Standard helfen Präfixe und Suffixe, um die Einteilung genauer zu machen (siehe → Spektralklasse#Prä- und Suffixe). Einiger dieser Prä- und Suffixe sind durch die Einführung der Leuchtkraftklasse im MK-System obsolet.

### Beispielsterne klassifiziert nach MK und Sternklasse
| Stern          | Spektralklasse | Leuchtkraftklasse | Sternklasse                           | Kommentar                                                    |
| -------------- | -------------- | ----------------- | ------------------------------------- | ------------------------------------------------------------ |
| Sonne          | G2             | V                 | Gelber Zwerg                          | –                                                            |
| Sirius A       | A1             | V                 | Hauptreihenstern der Spektralklasse A | Insgesamt als A1 Vm klassifiziert wegen starker Metalllinien |
| Mintaka Aa1    | O9.5           | II                | Riesenstern der Spektralklasse O      | Hellste Komponente in einem Mehrfachsternsystem              |
| Canopus        | F0             | Ib                | Überriese                             | –                                                            |
| Aldebaran      | K5             | III               | Roter Riese                           | –                                                            |
| Kapteyns Stern | M1             | (sd) präfix       | Kühler Unterzwerg                     | –                                                            |
| HW Virginis    | B              | (sd) präfix       | Heißer Unterzwerg                     | Doppelsternsystem mit einem Roten oder Braunen Zwerg         |

## UBV-System

Darstellung der UBV-Filter und ihrer Transmission nach Wellenlänge

Beim UBV-System handelt es sich um ein Photometrisches System, das ebenfalls benutzt werden kann, um Sterne einzuteilen, wobei Farbindizes die Rolle der Spektralklasse übernehmen. Darin stehen:
- U für die Helligkeit im ultravioletten Licht mit der Schwerpunktwellenlänge von 365 nm
- B für die Helligkeit bei 440 nm (Blau)
- V für die Helligkeit bei 550 nm (Gelb); V steht dabei für visuell, da das menschliche Auge Sterne im gelblichen Bereich am stärksten wahrnimmt.

Anhand dieser Bezugsgrößen werden im UBV-System drei Farbindizes gebildet: U-B, U-V und B-V, wobei letzterer für visuelle Beobachter die größere Bedeutung hat und z. B. oft in Sternkatalogen angegeben wird. Wie die untenstehende Tabelle zeigt, korreliert der (B-V)-Farbindex dabei im groben Rahmen mit der Spektralklasse.

### Beispiele
| Stern     | (B-V)-Farbindex | Spektralklasse | Farbe        |
| --------- | --------------- | -------------- | ------------ |
| Spica     | −0,23           | B1             | blau         |
| Rigel     | ±0,00           | B8             | bläulichweiß |
| Deneb     | +0,09           | A2             | weiß         |
| Sonne     | +0,65           | G2             | gelblich     |
| 119 Tauri | +2,06           | M2             | tiefrot      |

## Sternkataloge
Sternkataloge dienen dazu, die große Anzahl von Sternen nach verschiedenen Eigenschaften in Buchform zu listen oder auf Datenbanken zu speichern. Die wichtigsten dieser Parameter sind:
- die Sternörter (genaue Sternpositionen) im Himmelskoordinatensystem;
- die Eigenbewegungen dieser Sterne, wenn hochpräzise Sternörter über einige Jahrzehnte vorliegen und auf systematische Veränderungen untersucht wurden;
- die Spektralklassen oder die Farbindizes der Sterne.

Sternkataloge haben unterschiedliche Zwecke. Es gibt ausführliche Kataloge mit Daten einer Durchmusterung und Millionen oder noch mehr Sternen (wie den Tycho-2-Katalog oder Gaia DR2). Andererseits gibt es spezialisierte Kataloge wie die Fundamentalkataloge mit den Daten ausgewählter Sterne über lange Zeiträume. Ein weiteres Beispiel für einen Spezialkatalog wäre der General Catalogue of Variable Stars.

## Sternklassen
Neben der systematischen Einteilung von Sternen gibt es auch eine Vielzahl sogenannter Sternklassen oder Sternkategorien. Diese Sternklassen folgen verschiedenen Klassifikationsschemata und werden meist in einem Sternkatalog oder einer Datenbank definiert. Dabei kann ein Stern durchaus auch zu mehreren Sternklassen gehören oder in einem Doppelsternsystem zusammengesetzt sein aus mehreren Sternklassen, wovon eine das Doppelsternsystem selbst beschreibt (z. B. AM-Herculis-Stern).
Nachfolgend ein paar Beispiele, welche Arten von Sternklassen es gibt:
- Typen, die im MK-System bereits einfach beschrieben werden können, wie Gelber Zwerg oder Roter Riese
- Einige Sternklassen basieren auf der Spektralklasse und einem Suffix, wie zum Beispiel die Be-Sterne oder die Am-Sterne
- Weitere haben eine Farbe im Namen (z. B. Blaue Nachzügler): es gibt einen ähnlichen Verlauf wie bei der Spektralklasse
  - blaue Sternklassen habe eine hohe Oberflächentemperatur
  - gelbe Sternklassen sind vergleichbar zur Sonne
  - rote Sternklassen eine tiefe Oberflächentemperatur für einen Stern
- Viele weitere Sternklassen basieren auf einem Prototyp, der diese Sternklasse ursprünglich definiert hat. Dies ist vor allem bei Veränderlichen Sternen der Fall. Man muss aber nicht davon ausgehen, dass ein ähnlicher Name eine verwandte Sternklasse beschreibt – meist befindet sich einfach der Prototyp mehrerer Sternklassen im selben Sternbild. Durch den systematischen Namen gleichen sich die darauf basierenden Sternklassen im Namen, obwohl kein weiterer Zusammenhang besteht (z. B. W-Virginis-Stern und HW-Virginis-Stern, siehe auch → Benennung veränderlicher Sterne).

## Populationen (Metallhäufigkeit)
Mit Hilfe der Metallhäufigkeit ordnet man Sterne außerdem in Populationen, was Rückschlüsse auf deren Alter ermöglicht. Populationen entsprechen grob der Entstehungszeit eines Sterns, da sich die Metalle im Laufe der Nukleosynthese in Galaxien stets weiter anreichern. In anderen Galaxien als der Milchstraße können solche Populationen anders definiert sein als in der Milchstraße. So sind zum Beispiel alle Sterne in den Magellanschen Wolken verglichen mit den Sternen in der Milchstraße metallarm. Die folgende Tabelle zeigt die grobe Einordnung der Sterne bezüglich Population auf.
| Klasse               | Zuordnung |
| -------------------- | --- |
| Extreme Population I | Metallreiche neu entstandene Sterne. |
| Population I         | Sterne mit solarer Metallhäufigkeit, typischerweise einige Milliarden Jahre alt. |
| Population II        | Sterne mit geringer Metallhäufigkeit, aus der Entstehungszeit der Milchstraße. |
| Population III       | Postulierte Population von Sternen ohne Metalle, aus der Anfangszeit des Universums. Obwohl es offensichtlich Sterne der Population III gegeben haben muss, werden heute keine solchen Sterne beobachtet. Daraus schließt man, dass die Population III nur aus relativ massereichen und daher kurzlebigen Sternen bestand. |

## Geschichte (frühere Klassifikationen)
Bereits in der babylonischen Astronomie – übernommen vom griechischen Astronomen Hipparch – wurden Sterne nach der sogenannten „Größenklasse“ (auch „Magnitudo“ genannt) basierend auf ihrer scheinbaren Helligkeit geordnet wie sie von der Erde aus zu beobachten sind. Diese freiäugige Skala (Sterne 1. bis 6. Größe) wurde 1850 streng logarithmisch definiert und erweitert. Heute reicht sie bis zu den schwächsten Sternen 25. Größe, die mit den größten Teleskopen gerade noch aufgelöst werden können.
Da die scheinbare Helligkeit den Anforderungen der modernen Astronomie bereits zu Beginn des 20. Jahrhunderts nicht mehr genügte, wurde die absolute Helligkeit als neues Maß eingeführt. Nach ihr wird jeder Stern normiert auf jene Größenklasse, die der Stern in einer Entfernung von 10 Parsecs (32 Lichtjahre) scheinbar leuchten würde. Diese auch Leuchtkraft genannte Energieabstrahlung gehört zu den wichtigsten Zustandsgrößen der Astrophysik und bildet die Basis für die Klassifikation der Sternfamilien im Hertzsprung-Russell-Diagramm (HRD).

### 19. und 20. Jahrhundert
Erste Versuche, Ordnung in die Helligkeit und Temperatur von Sternen zu bringen, hatten im Jahr 1865 der italienische Pater Angelo Secchi mit einer dreistufigen Skala unternommen und 1874 Hermann Carl Vogel mit einem System, in das auch die bis dahin bekannten Sternentwicklungstheorien eingeflossen waren, was zu ständigen Änderungen führte. Im Jahre 1868 entwickelte Angelo Secchi folgende vier Grundtypen:
- Typ I: weiße und blaue Sterne mit einer starken Wasserstofflinie (A-Klasse)
- Typ II: gelbe Sterne mit einer schwachen Wasserstofflinie, aber zahlreichen Metall-Linien (G und K-Klasse)
- Typ III: orange bis rote Sterne mit komplexen Banden (M-Klasse)
- Typ IV: rote Sterne mit signifikanten Kohlenstofflinien und Banden (Kohlenstoffsterne)

1878 fügte er eine weitere hinzu:
- Typ V: helle Spektrallinien (Be, Bf etc.)

Aufbauend auf umfangreichen Spektren von Henry Draper wurde eine neue Klassifikation erarbeitet. Edward Charles Pickering begann im Jahre 1890, zusammen mit Williamina Fleming, Antonia Maury und Annie Jump Cannon entsprechende Arbeiten. Dabei ging Pickering alphabetisch vor und ordnete die Klassen mit Großbuchstaben von A bis Z nach der Balmer-Serie (Übergänge der Elektronenbahnen im Wasserstoffspektrum). Durch weitere Forschungen wurde dieses Schema durch die sogenannte Harvard-Klassifikation ersetzt, die eine Unterteilung in die Typen A-Q vorsah.
Annie Jump Cannon stellte jedoch sehr bald fest, dass die Reihenfolge nicht sinnvoll war: nach der Abstufung kamen die blau-weiß leuchtenden, heißen O-Sterne nach den roten, relativ kühlen M- und N-Sternen. Ferner stellte sich heraus, dass einige der Klassen nur auf Belichtungsfehlern beruhten, oder aber keinen Sinn hatten und daher wegfallen konnten. Die Abstufung wurde nicht mehr vom Spektrum, sondern von der Temperatur der Sterne abhängig gemacht. Aufgrund dieser Erkenntnisse wurde die bisherige Unterteilung um 1912 umsortiert, und es folgte die heute verwendete Unterteilung in die sieben oben genannten Spektralklassen.
Um 1950 definierte man eine Skala von I (Überriesen) bis V (Hauptreihensterne, früher „Zwerge“ genannt) zur Einteilung nach Leuchtkraft. Sie wurde später um 0, Ia, Ib, VI (Unterzwerge) und VII (Weiße Zwerge) ergänzt, woraus letztlich die Leuchtkraftklasse des MK-Systems entstand.